# Storge
Storge (oldgræsk: στοργή, tr. storgē) er en betegnelse for en naturlig eller instinktiv kærlighed, som eksempelvis kærligheden mellem forældre og deres børn og vice versa. Kærligheden opstår mellem familiemedlemmer som man er tæt knyttet til.
I socialpsykologi er et andet ord for kærlighed mellem gode venner filia.
Storge kan eksistere mellem familiemedlemmer, venner, kæledyr og ejere, kammerater eller kolleger, og kan også blande sig med og hjælpe med til at understøtte andre typer af bånd som lidenskabelig kærlighed eller venskab.
Således kan storge benyttes som en generel betegnelse til at beskrive den kærlighed mellem ekstraordinære venner, og ønsket at passe på dem med sympati for hinanden.

## Yderligere læsning
- Walter Hooper, C. S. Lewis (1996): A Companion & Guide
- Lee JA (1973). The colors of love: an exploration of the ways of loving.
- Lee JA (1988). "Love styles" i Barnes MH, Sternberg RJ. The psychology of love.
- CS Lewis (1960). The four loves.
- Wood JT (2009). Interpersonal communication: everyday encounters.

| Familie | Spire Denne artikel om familie og parforhold er en spire som bør udbygges. Du er velkommen til at hjælpe Wikipedia ved at udvide den. |